# Kułujewo
Kułujewo (ros. Кулуево) – wieś w Rosji, w obwodzie czelabińskim, w rejonie argajaszskim. W 2010 liczyła 2764 mieszkańców. Miejscowość o przewadze ludności baszkirskiej.